# سرخس‌های شانه‌ای
سرخس‌های شانه‌ای (نام علمی: Schizaea) نام یک سرده از خانواده شانه‌سرخسان است.